# The International 2015
The International 2015 (TI5) var den femte upplagan av The International, som är världsmästerskapet i datorspelet Dota 2. Turneringen anordnades i KeyArena, Seattle och var då den största e-sport-turneringen baserat på prispottens storlek. Turneringen arrangerades av Valve och ägde rum mellan den 27 juli och den 8 augusti 2015. 16 lag deltog i slutspelen av turneringen till skillnad från The International 2014 där endast 8 lag deltog i slutspelen.
Segrare i turneringen var amerikanska Evil Geniuses som vann över kinesiska CDEC Gaming. 

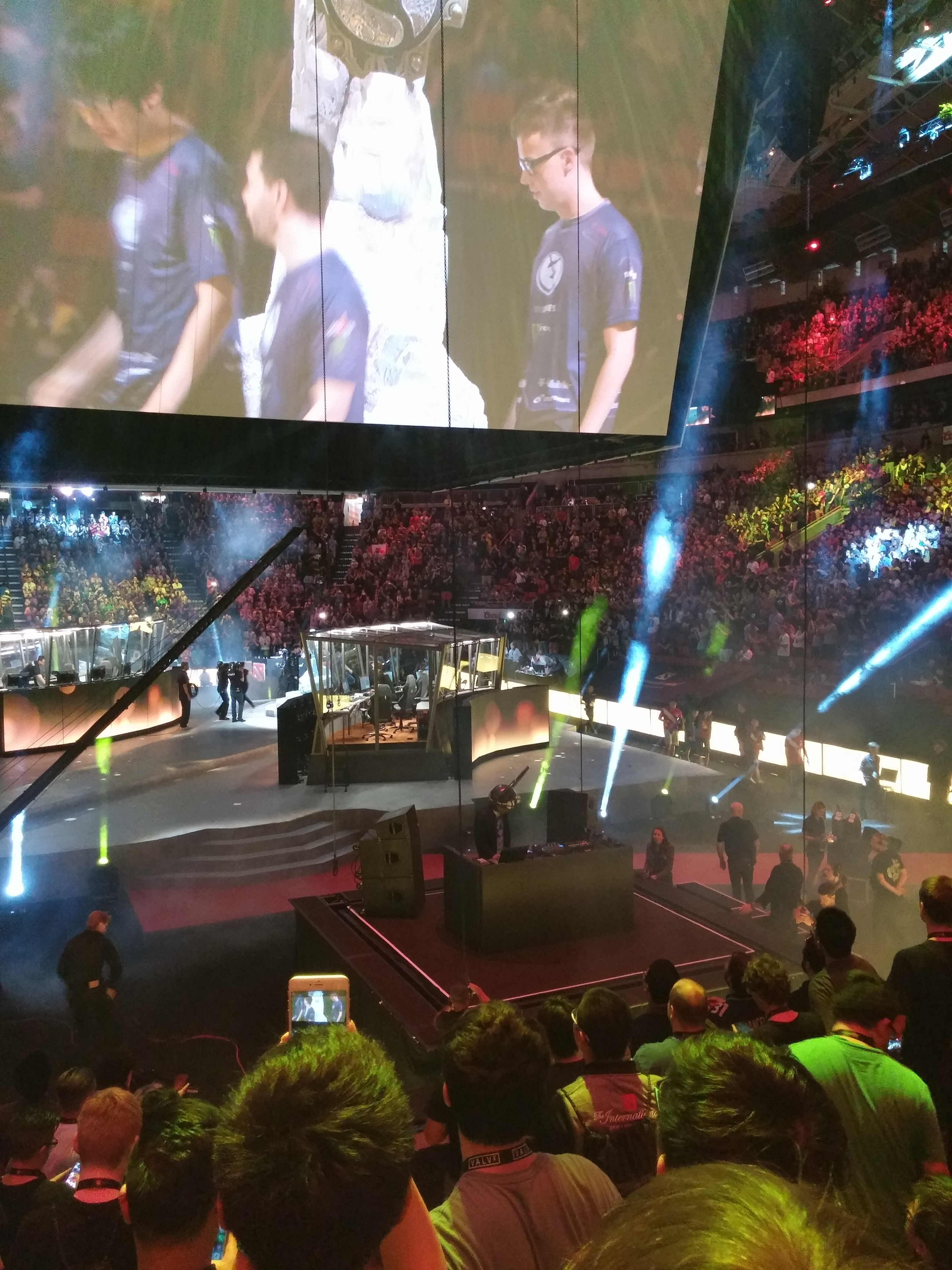
The International 2015 i KeyArena, Seattle.

## Lag
| Inbjudna - Vici Gaming - Evil Geniuses - Team Secret - Invictus Gaming - Fnatic - Newbee - Team Empire - Cloud9 - Virtus.pro - LGD Gaming | Kvalvinnare - EHOME - Natus Vincere - compLexity Gaming - MVP HOT6ix | Wild card - CDEC Gaming - MVP Phoenix |

## Resultat
| Plats | Lag                                 | Prispengar |
| 1     | Evil Geniuses                       | $6,634,661 |
| 2     | CDEC Gaming                         | $2,856,590 |
| 3     | LGD Gaming                          | $2,211,554 |
| 4     | Vici Gaming                         | $1,566,517 |
| 5-6   | EHOME                               | $1,197,925 |
| 5-6   | Virtus.pro                          | $1,197,925 |
| 7-8   | MVP Phoenix                         | $829,333   |
| 7-8   | Team Secret                         | $829,333   |
| 9-12  | Team Empire & Cloud9                | $221,155   |
| 9-12  | compLexity Gaming & Invictus Gaming | $221,155   |
| 13-16 | Newbee & Natus Vincere              | $55,289    |
| 13-16 | Fnatic & MVP HOT6ix                 | $55,289    |